# محافظة بوكاس ديل تورو
محافظة بوكاس ديل تورو هي إحدى محافظات بنما.

## المناخ
يظهر الجدول التالي التغييرات المناخية على مدار السنة لمحافظة بوكاس ديل تورو:
| البيانات المناخية لـمحافظة بوكاس ديل تورو | البيانات المناخية لـمحافظة بوكاس ديل تورو | البيانات المناخية لـمحافظة بوكاس ديل تورو | البيانات المناخية لـمحافظة بوكاس ديل تورو | البيانات المناخية لـمحافظة بوكاس ديل تورو | البيانات المناخية لـمحافظة بوكاس ديل تورو | البيانات المناخية لـمحافظة بوكاس ديل تورو | البيانات المناخية لـمحافظة بوكاس ديل تورو | البيانات المناخية لـمحافظة بوكاس ديل تورو | البيانات المناخية لـمحافظة بوكاس ديل تورو | البيانات المناخية لـمحافظة بوكاس ديل تورو | البيانات المناخية لـمحافظة بوكاس ديل تورو | البيانات المناخية لـمحافظة بوكاس ديل تورو | البيانات المناخية لـمحافظة بوكاس ديل تورو |
| الشهر                                     | يناير                                     | فبراير                                    | مارس                                      | أبريل                                     | مايو                                      | يونيو                                     | يوليو                                     | أغسطس                                     | سبتمبر                                    | أكتوبر                                    | نوفمبر                                    | ديسمبر                                    | المعدل السنوي                             |
| ----------------------------------------- | ----------------------------------------- | ----------------------------------------- | ----------------------------------------- | ----------------------------------------- | ----------------------------------------- | ----------------------------------------- | ----------------------------------------- | ----------------------------------------- | ----------------------------------------- | ----------------------------------------- | ----------------------------------------- | ----------------------------------------- | ----------------------------------------- |
| متوسط درجة الحرارة الكبرى °م (°ف)         | 30.8 (87.4)                               | 30.7 (87.3)                               | 31.0 (87.8)                               | 31.4 (88.5)                               | 31.9 (89.4)                               | 32.0 (89.6)                               | 31.5 (88.7)                               | 31.8 (89.2)                               | 31.9 (89.4)                               | 31.7 (89.1)                               | 31.6 (88.9)                               | 31.0 (87.8)                               | 31.4 (88.6)                               |
| متوسط درجة الحرارة الصغرى °م (°ف)         | 20.4 (68.7)                               | 20.2 (68.4)                               | 20.5 (68.9)                               | 21.4 (70.5)                               | 22.2 (72.0)                               | 22.2 (72.0)                               | 21.7 (71.1)                               | 21.8 (71.2)                               | 22.0 (71.6)                               | 22.0 (71.6)                               | 21.8 (71.2)                               | 20.6 (69.1)                               | 21.4 (70.5)                               |
| الهطول مم (إنش)                           | 123.9 (4.88)                              | 266.1 (10.48)                             | 83.8 (3.30)                               | 369.1 (14.53)                             | 178.3 (7.02)                              | 259 (10.2)                                | 420.1 (16.54)                             | 440.7 (17.35)                             | 311.2 (12.25)                             | 150.5 (5.93)                              | 291.7 (11.48)                             | 563.6 (22.19)                             | 3٬458 (136.15)                            |
| متوسط أيام هطول الأمطار                   | 16.6                                      | 14.6                                      | 14.8                                      | 15.2                                      | 16.7                                      | 17.9                                      | 20.9                                      | 18.4                                      | 15.8                                      | 16.4                                      | 17                                        | 20.0                                      | 204.3                                     |
| المصدر: World Meteorological Organization |                                           |                                           |                                           |                                           |                                           |                                           |                                           |                                           |                                           |                                           |                                           |                                           |                                           |